# Bart Van Reyn
Bart Van Reyn (20 augustus 1979) is een Belgisch dirigent. Hij is sinds 2019 muziekdirecteur van het Vlaams Radiokoor en sinds 2016 chef-dirigent van het Deens Nationaal Radiokoor.
Van Reyn is ook regelmatig te gast bij internationale vocale ensembles, waaronder het Nederlands Kamerkoor, Cappella Amsterdam, Groot Omroepkoor, MDR Rundfunkchor Leipzig, SWR Vokalensemble Stuttgart, NDR Chor Hamburg, Rundfunkchor Berlin, DR Vokalensemblet, Nederlandse Bachvereniging, Collegium Vocale Gent en de BBC Singers. Hij is ook de oprichter van het koor Octopus, het periodeorkest Le Concert d'Anvers en de reizende operacompagnie The Ministry of Operatic Affairs.
Naast zijn vocale projecten, is Van Reyn ook regelmatig te gast bij grote en kleine instrumentale ensembles uit binnen- en buitenland, waaronder Antwerp Symphony Orchestra, Brussels Philharmonic, B’Rock, Casco Phil, Il Gardellino, NDR Radiophilharmonie, Brandenburger Symphoniker, Slovenian Philharmonic Orchestra, Nederlands Kamerorkest en het Deens Nationaal Symfonieorkest. 

## Opnames
- C.P.E. Bach: Die Auferstehung und Himmelfahrt Jesu | 2022, Passacaille | bekroond met een Diapason d'or in juli 2022[7]
- Ein menschliches Requiem: Brahms & Schumann | 2022, Evil Penguin Records
- Les Flandriens | 2020, Antarctica Records
- Ton sur ton | 2019, Evil Penguin Records
- Joseph Haydn: Piano Concerto in D major, Symphonies Nos. 80 & 81 | 2019, Fuga Libera